# 2014年湖南军训教官与师生冲突事件
2014年湖南军训教官与师生冲突事件是2014年8月24日18时左右中华人民共和国湖南省龙山县皇仓中学内发生的该校师生与军训教官之间一场肢体性冲突事件。该事件首先由网络爆料，不久皇仓中学与龙山县政府即作出了回应与确认。事件发生后得到了公共舆论较高程度的关注。

## 网络爆料
8月24日，有网友爆料了皇仓中学新生军训中教官与师生发生冲突，之后陆续有教官体罚学生、被打学生的班级、有班主任说情被围攻致重伤等细节被曝光。

## 事件确认
事件曝光后，包括《新京报》与《中国教育报》在内的媒体，向皇仓中学、湖南省湘西州教育局和龙山县教育局等单位的工作人员确认了网络消息基本属实。两名龙山县教师称一名班主任被打得昏迷。
事发当晚，龙山县委县政府召开了紧急会议。8月25日下午，龙山县人民政府发布了《关于湖南省龙山县皇仓中学军训教官打学生事件的情况说明》与《关于皇仓中学军训期间发生师生受伤情况通告》，透露了涉案教官为预备役人员；共造成42人受伤，其中教官1人、教师1人、学生40人；冲突是原因为学生与教官在“军训互动中发生不愉快”；冲突中没有人使用刀具和玻璃等器具；所有受伤人员都已接受治疗，均无生命危险等更多细节。
8月26日晚，湖南省龙山县委宣传部通报了24日皇仓中学师生在军训中和教官发生肢体冲突的经过，并公布了处理结果。
　　

## 事件经过
8月24日16时30分左右，高一8班的军训教官毛某在军训休息中走到高一20班附近。高一20班的女生田某因与毛某搭讪未被理睬，便向毛某的后衣领外撒了些沙子。毛某于是叫田某把手伸出来并用小木棍对田某的手掌做出了2次敲击动作。从而引发旁边的男生起哄。20班班主任刘运杰在没有与教官沟通的情况下，要班上的男生去把教官“打油”（地方方言，指一种相互嬉闹的游戏），并一再怂恿，称如果不上要罚他们跑圈。部分男生于是拥上前，将毛某按倒在地。旁边1名教官和班主任刘运杰及时将双方劝开。经沟通，学生当场向教官道歉，刘运杰也和教官握手言和。在18时的军姿训练中，几名教官来到高一20班的军训方阵指导纠正动作。可能因事前喝酒的原因，教官的动作幅度较大，造成了少数学生倒地或喊叫，有在场学生称有教官此时对学生进行了踩踏踢打。刘运杰认为是教官在进行报复性体罚行为，于是拨打110报警并指责教官，进而发生争吵和肢体冲突。后来学生也参与了和教官的肢体冲突中。本次军训共抽调教官28人，其中有10人（含5名中共党员）涉及了冲突事件。见状赶来的带队教官吹哨将所有教官集合并带离事发现场。学校也通过广播组织所有学生回到教室，并召集相关老师紧急安排处理此事。三楼的部分高一新生因自己的老师被打便跑到四楼邀约高一新生准备一起去找教官讨说法。四楼学生没有回应。三楼学生于是打砸门窗、玻璃发泄不满情绪。部分学生受伤发生在后来打砸门窗的过程中。

## 事件后续
事件发生后，龙山县人武部撤回原有全部教官并进行教育整训，对2名带队的乡镇武装部长实行停职，对公职身份的涉事教官暂停工作，对非公职身份的涉事教官取消军训教官资格，对刘运杰老师暂停班主任职务。
因对8月26日公告不满，27日下午，龙山县高一学生和家长上街聚集，走到县政府经常开会的民族宾馆外。随后学生和家长被请到会议室与官方对话。在场人员有龙山县公安局副局长，龙山县县长，皇仓中学董事长陆继勇，学校教师，以及一些社会人士。会议从晚上19点持续到22点左右。争议主要集中在官方的通告只字未提事件发生前教官喝酒的事情，有录音显示龙山县公安局副局长承认事件发生的当天，教官喝了酒这一事实。调查结果显示，教官喝了16瓶啤酒和一些其他的酒。龙山县政府新闻发言人表示，未披露“教官喝酒”的细节是因为在公告发布时，尚需进一步核实与考证。“政府会进一步根据调查进展，发布公告，不会姑息滋事人员。”
8月29日，龙山县人民政府网站无法直接访问，但可以通过百度快照浏览。百度快照显示网站已被黑客攻击，黑客留言“贵县的宣传部敢不敢要点脸？？？？？”，并用大红宋体标出，结尾处连用5个问号。黑客还在网站上写下英文留言：“Hacked by xiaolan（小兰黑的）”，并留下了自己的博客地址https://xiaolan.me，博客域名为“.me”。“.me”为欧洲国家黑山的顶级域名。
9月11日，湖南省龙山县公布了事件的处理情况；涉事的黄俊等10名教官分别受到了治安处罚、党内纪律处分以及所属单位的行政处分并承担一定数额的医药费；县教育以及皇仓中学相关人员受到了通报批评；建议县人武部的上级机关对其作出相应处理。本次事件中受伤接受治疗的师生均已陆续返校。